# De Graeff (geslacht)

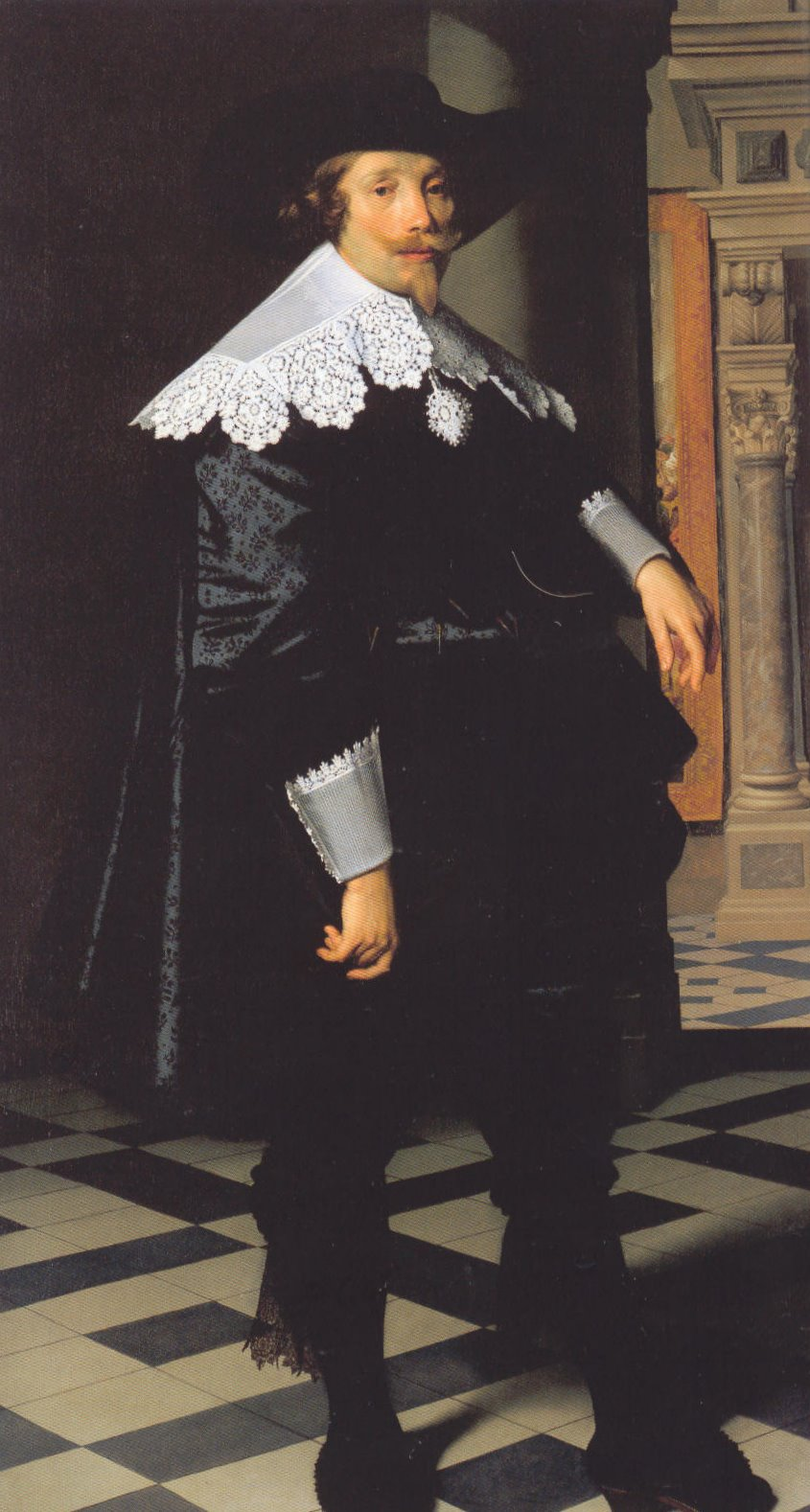
Cornelis de Graeff in 1636 door Nicolaes Eliasz. Pickenoy, in de Gemäldegalerie, Berlijn

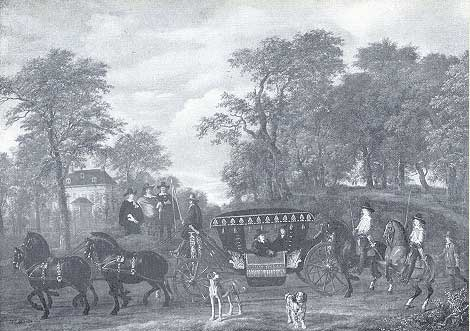
Cornelis de Graeff en zijn familie te Soestdijk. Het landschap wordt toegeschreven aan Jacob van Ruisdael en de portretten aan Thomas de Keyser, tussen 1656 en 1660 (National Gallery of Ireland)

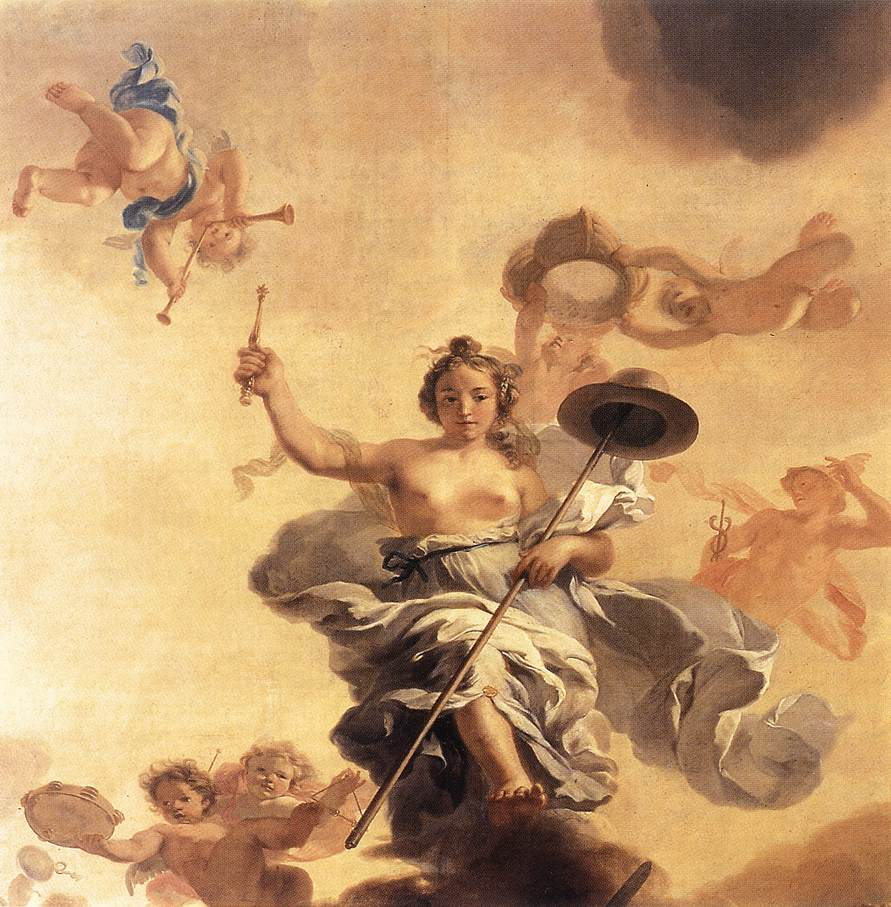
De Handelsvrijheid van Gerard de Lairesse. Centrale voorstelling van de plafondschilderingen voor Herengracht 446, vervaardigd door De Lairesse in opdracht van de eigenaar Andries de Graeff.

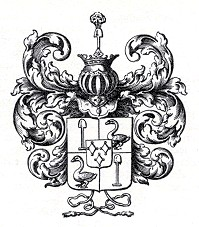
Wapen De Graeff van Polsbroek als heren van Purmerland en Ilpendam (met de zilveren troffels en het helmteken met de struisvogelveren gekopieerd van het geslacht Von Graben von Stein)

De familie De Graeff (ook: De Graeff van Polsbroek) is een Amsterdamse regentengeslacht waarvan telgen sinds 1885 tot de Nederlandse adel van het Koninkrijk behoren.

## Geschiedenis
De bewezen stamreeks begint met Jan Pietersz Graeff die in 1553 overleed en vanaf 1542 tot zijn overlijden raad van Amsterdam was; in 1543 was hij schepen van die stad.

### Gouden Eeuw
De familie De Graeff was een van de weinige regentenfamilies, die zowel vóór als na de Alteratie van 1578 aan de regering van Amsterdam deelnamen. In de Gouden Eeuw vormde deze familie een vooraanstaand staatsgezind geslacht, dat samen met het verzwagerde geslacht Boelens Loen, Bicker, De Witt en Hooft een eeuw het bestuur over de stad Amsterdam en over het gewest Holland praktisch in handen hebben gehad en daardoor ook in de Republiek der Verenigde Nederlanden een belangrijke vinger in de pap hebben gehad.
De familie was dan ook een van de rijkste geslachten van het gewest Holland. In 1610 kocht Jacob Dircksz de Graeff van Karel van Arenberg de hoge heerlijkheid Zuid-Polsbroek.
Samen met de families Bicker en De Witt streefde de familie De Graeff naar de volledige soevereiniteit van de republikeinse regenten, en voor de afschaffing van de stadhouderschap van het Huis van Oranje. Cornelis de Graeff steunde het sluiten van het verdrag van de Vrede van Münster, samen met Jacob de Witt en diverse leden van de familie Bicker - de zogenaamde Bickerse ligue. Tot hun politieke tegenstanders behoorden de stadhouders uit het huis van Oranje-Nassau en de Amsterdamse regentengeslachten Pauw (hier vooral Reinier Pauw), Schaep en Valckenier. In het rampjaar 1672 was de strijd tussen de staatsgezinde en de prinsgezinde partij op het hoogtepunt; diverse staatsgezinde regenten verlieten de Republiek der Zeven Verenigde Nederlanden. De familie De Graeff probeerde vrede te sluiten met de prinsgezinden, maar werd door Willem III van Oranje uit de regering verwijderd Jacob de Graeff verkocht het huis Soestdijk aan stadhouder Willem III van Oranje in 1674 voor 18.755 gulden.

### Kunst

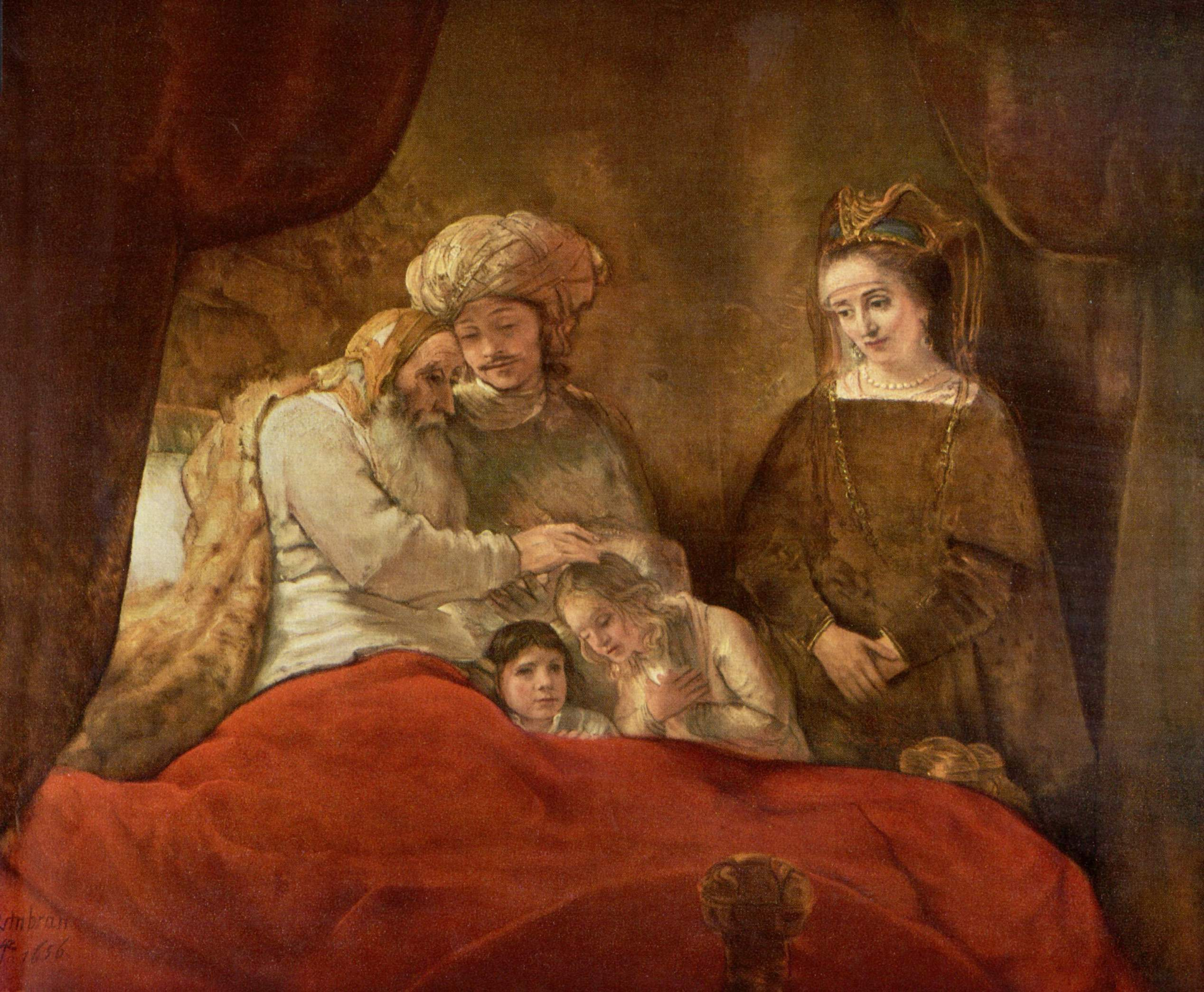
Jacob zegent de zonen van Jozef, geschilderd door Rembrandt van Rijn (1656), Schloss Wilhelmshöhe, Kassel

Verschillende leden van dit geslacht werden door Joost van den Vondel, Jan Vos, Barlaeus en Gerard Brandt bezongen. Vondel meende het geslacht De Graeff niet beter te kunnen huldigen dan door het samenstellen van een boekje: Afbeeldingen der stamheeren en zommige telgen van de Graven, Boelensen, Bickeren en Witsens, toegewyt den edelen en gestrengen Heere Andries de Graeff, enz. met hunne portretten.
De familie De Graeff trad voorts op als beschermheer van verschillende beeldend kunstenaars zoals Govert Flinck, Nicolaes Eliasz. Pickenoy, Jan Lievens, Jacob Jordaens, Rembrandt, Jurriaen Ovens, Gerard Terborch en Jacob van Ruisdael. Toen Andries de Graeff in 1671 opnieuw regerend burgemeester van Amsterdam werd, liet hij door Gerard de Lairesse een monumentale plafondschildering in de tuinzaal van zijn burgemeesterswoning aan de Herengracht nummer 446 aanbrengen. De Triomf der Vrede vertelt: "De Graeff heeft een duidelijke boodschap voor het plafondstuk in gedachte: de Ware Vrijheid van de Republiek wordt alleen verdedigd door de republikeinse regenten van Amsterdam. De schilderingen zijn een verheerlijking van de rol van de familie de Graeff als beschermer van de republikeinse staatsvorm, als verdediger van de Vrijheid".

### Adel
In 1677 werden Andries de Graeff en zijn zoon Cornelis verheven in de adel van het Heilige Roomse Rijk met de titel van rijksridder omdat, aldus het diploma, geloofwaardige getuigenissen van Amsterdamse genealogen het geslacht laten afstammen van de adellijke heren von Graben in Tirol in de buurt van Laybach in Neder-Krain. De juistheid van deze afstamming wordt echter sterk betwijfeld. Deze tak stierf spoedig uit. Een nazaat van zijn broer Cornelis de Graeff werd twee eeuwen later, in 1885, in de nieuwe Nederlandse adel verheven met het predicaat jonkheer.

#### Wapen

De Graeff (1885)

Wapen: Gevierendeeld; I en IV in rood een zilveren schop, het blad omhoog; II en III in blauw een zilveren zwaan, rood gebekt en gepoot. Een aanziende helm, blauw gevoerd; een kroon van vijf parels; dekkleden rood en zilver; helmteken, de schop van het eerste kwartier, uitkomend, waarachter drie pauwenveren van natuurlijke kleur; schildhouders twee zwanen als van het tweede kwartier, maar met geopende, naar boven gerichte vlucht en met de binnenste poot het schild houdende; het geheel geplaatst op een gouden arabesk; wapenspreuk: "MORS SCEPTRA LIGONIBUS AEQUAT" ('De dood maakt scepters en houwelen gelijk') in zwarte letters op een wit lint.
De Graeff van Polsbroek: Gevierendeeld: 1 en 4 in rood een omgekeerde, zilveren schop met een gouden kroon over de steel; II en III in blauw een zilveren zwaan, goud gesnaveld en gepoot. Helm: aanziend met helmkroon. Helmteken: de schop van het schild uitkomend, getopt met drie waaiersgewijs geplaatste pauwenveren van natuurlijke kleur. Dekkleden: rechts: zilver, gevoerd van rood; links: zilver, gevoerd van blauw. Schildhouders: twee toegewende, zilveren zwanen, goud gesnaveld en gepoot, rood getongd. Wapenspreuk: MORS SCEPTRA LIGONIBUS AEQUAT. Opmerkingen: het geheel geplaatst op losse veld.

## Enkele telgen

### Onder het ancien régime

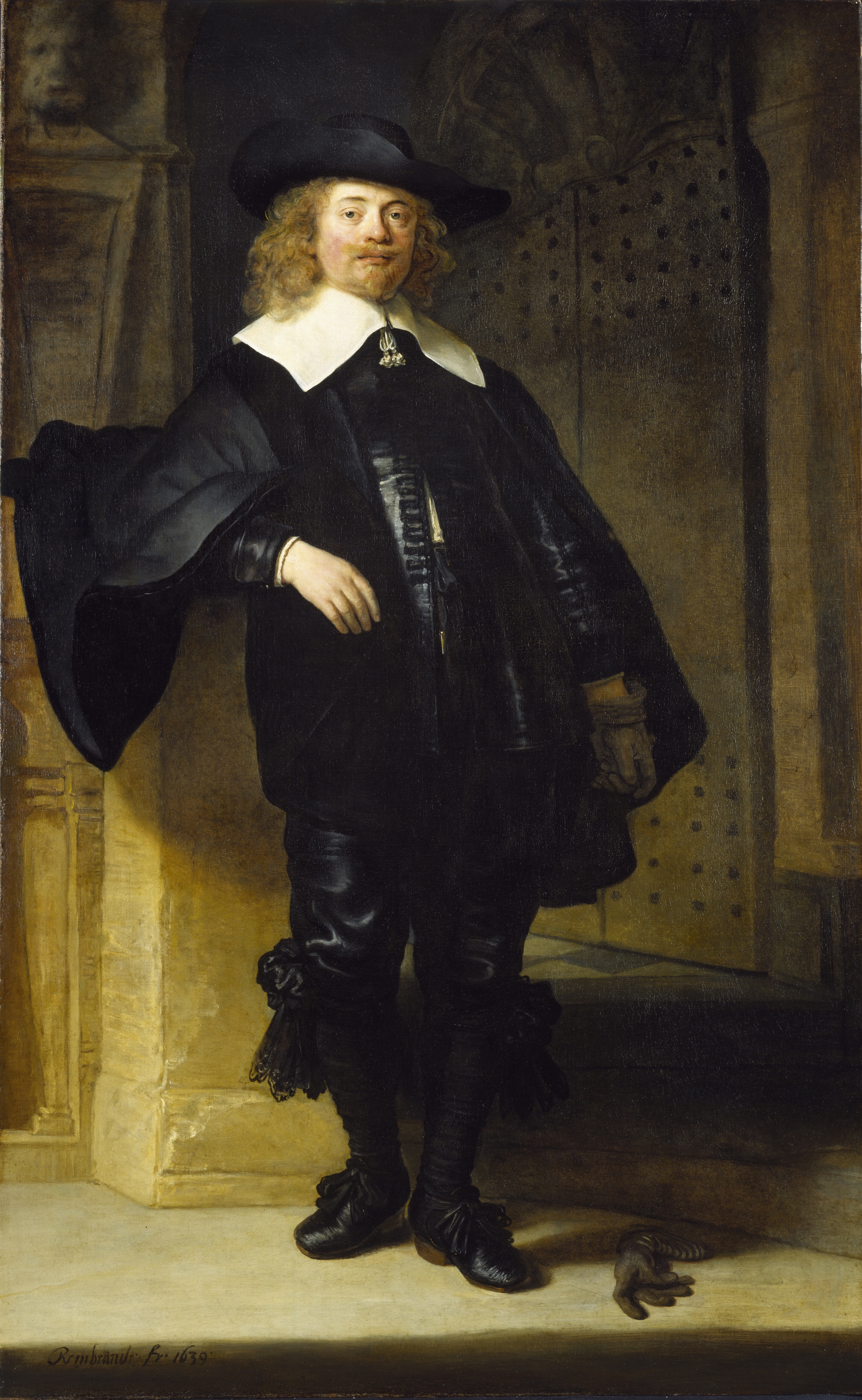
Andries de Graeff (1639), geschilderd door Rembrandt van Rijn, Schloss Wilhelmshöhe, Kassel

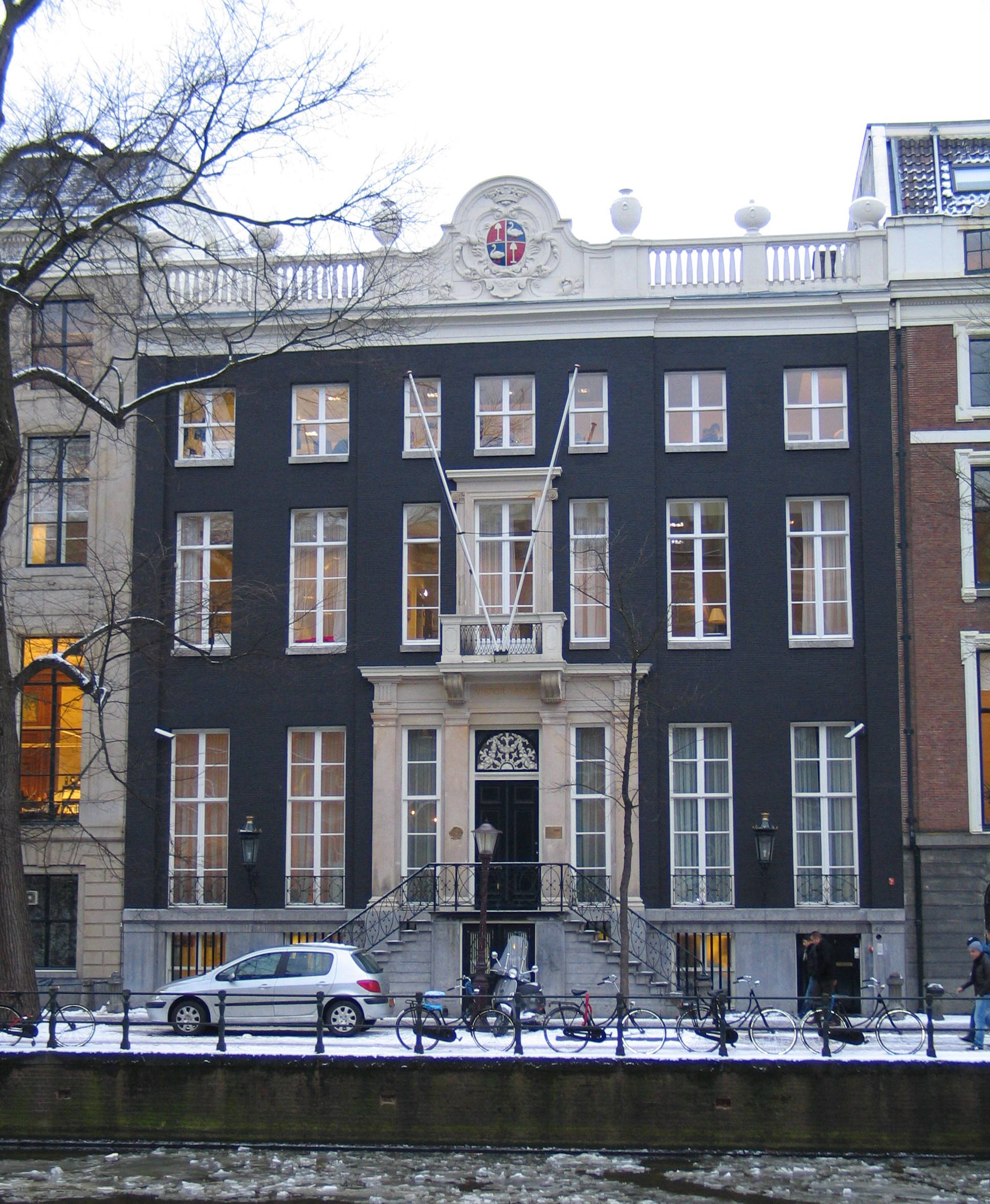
Herengracht 446

Jan Pietersz Graeff (?-1553), schepen en vroedschaplid van Amsterdam; stamvader van het geslacht
- Lenaert Jansz de Graeff (1530/35-1578)
- Diederik Jansz Graeff (1532-1589), burgemeester van Amsterdam, bevriend met Willem van Oranje
  - Jacob Dircksz de Graeff, vrijheer van Zuid-Polsbroek (ca. 1570-1638), burgemeester en Amsterdamse regent
    - Cornelis de Graeff, vrijheer van Zuid-Polsbroek (1599-1664), Noord-Nederlandse regent, burgemeester en regent van Amsterdam, president-bewindhebber Vereenigde Oost-Indische Compagnie (VOC)
      - Pieter de Graeff, vrijheer van Zuid-Polsbroek, heer van Purmerland en Ilpendam (1638-1707), schepen van Amsterdam, president-bewindhebber VOC, raadsman van Johan de Witt
        - Cornelis de Graeff, heer van Purmerland en Ilpendam (1671-1719), kanunnik van het kapittel van Sint-Pieter te Utrecht
        - Johan de Graeff, vrijheer van Zuid-Polsbroek (1673-1714), Amsterdamse regent
          - Gerrit de Graeff, vrijheer van Zuid-Polsbroek, heer van Purmerland en Ilpendam (1711-1752), schepen en vroedschap van Amsterdam, bewindhebber van de West-Indische Compagnie en Vereenigde Oost-Indische Compagnie, directeur van de Sociëteit van Suriname
            - Gerrit de Graeff, vrijheer van Zuid-Polsbroek, heer van Purmerland en Ilpendam (1741-1811), wethouder, vroedschap en schepen van Amsterdam, behoorde tot de Patriotten
              - Gerrit de Graeff van Zuid-Polsbroek, vrijheer van Zuid-Polsbroek en heer van Purmerland en Ilpendam (1766-1814), president-hoofdingeland van de Purmer
                - Gerrit de Graeff, heer van Zuid-Polsbroek, en Purmerland en Ilpendam (1797-1870), raadslid van Amsterdam; na zijn overlijden werden de heerlijkheden na ruim 250 jaar door zijn erfgenamen verkocht
                  - Dirk de Graeff van Polsbroek (1833-1916), stamvader van de tak onder het Koninkrijk der Nederlanden

              - Geertruid Elisabeth de Graeff (1776-1857), trouwde in 1799 met Gijsbert Carel Rutger Reinier van Brienen van Ramerus (1771-1821), generaal en orangist

      - Jacob de Graeff (1642-1690), Amsterdamse regent

    - Agneta de Graeff van Polsbroek (1603-1656), getrouwd met Jan Bicker, moeder van Wendela Bicker en schoonmoeder van Johan de Witt
    - Wendela de Graeff (1607-1652), geschilderd in Rembrandts Jacob zegent de zonen van Jozef
    - Andries de Graeff (1611-1678), Noord-Nederlandse regent, burgemeester en regent van Amsterdam
      - Cornelis de Graeff (1650-1678), hoofdingeland van de Zijpe
      - Alida de Graeff, vrijvrouwe van Jaarsveld (1651-1738)

### Onder het Koninkrijk der Nederlanden
Jhr. Dirk de Graeff van Polsbroek (1833-1916), zaakgelastigde te Pruisen, gezant in Denemarken, Zweden en Noorwegen, en minister-resident in Japan waarbij hij een rol bij onderhandelingen tussen keizer Meiji met diverse westerse staten speelde; in 1885 verheven in de Nederlandse adel
- Jhr. mr. Andries Cornelis Dirk de Graeff (1872-1957), gouverneur-generaal van Nederlands-Indië en minister van Buitenlandse Zaken
  - Prof. jhr. dr. Jacob de Graeff (1921-1994), hoogleraar interne geneeskunde
    - Jhr. ir. Jan Jaap de Graeff (1949), voormalig dijkgraaf van Schieland, voorzitter van de Unie van Waterschappen, plaatsvervangend voorzitter van de VROM-raad, algemeen directeur van Natuurmonumenten,  voorzitter van de Raad voor de leefomgeving en infrastructuur en kamerheer van koningin Beatrix en koning Willem-Alexander in Den Haag/Zuid-Holland; chef de famille
- Jhr. ir. Georg de Graeff (1873-1954), inspecteur volksgezondheid
  - Jhr. Dirk Georg de Graeff (1905-1986), kamerheer en ceremonienmeester van de Nederlandse koningin, directeur bij de Twentse Bank en managing director van de Algemene Bank Nederland; trouwde in 1942 met Wendela Johanna Leonia Hooft (1916-1948), dochter van Agathe Henriette Charlotte Marie Hooft-van Kuyk, vrouwe van ter Aa (1891-1979)
    - Jkvr. Victoria Agathe Henriette Charlotte Marie de Graeff, vrouwe van ter Aa (1945)

  - Jhr. mr. Herman Jacob de Graeff (1907-1978), bestuurder
    - Jhr. Egbert de Graeff (1936-2017), hockeyspeler

  - Jhr. ir. Andries Cornelis Dirk de Graeff (1909-1981), directeur Shell
    - Jkvr. Catharina Willemina (Willemien) de Graeff (1937-2018), remonstrants predikante; trouwde in 1964 met Barend van Veen (1911-2014), architect
- Jhr. mr. Cornelis de Graeff (1881-1956), ambtenaar, vennoot bedrijf
  - Jkvr. Henriëtte Françoise de Graeff (1909-1992); trouwde in 1935 met mr. Willem Johan Gijsbert baron Gevers, heer van Kethel en Spaland (1911-1994), ambassadeur, olympisch bobsleeër
  - Jkvr. Cornélie Alexine de Graeff (1912-?); trouwde in 1941 met dr. Philips Visser (1882-1955), geograaf, diplomaat, ontdekkingsreiziger, bergbeklimmer en glacioloog